# Barbara Podmiotko
Barbara Podmiotko (ur. 14 stycznia 1945 w Wilnie, zm. 24 października 2014)  – polska dziennikarka i prezenterka radiowa. Znawczyni muzyki francuskiej.
Absolwentka Liceum Muzycznego w Gdańsku (w klasie fortepianu) i muzykologii na Wydziale Historycznym Uniwersytetu Warszawskiego.
Od 1977 roku współpracowała z Programem 3 Polskiego Radia. Na antenie tejże rozgłośni prowadziła takie audycje jak: Akademia Muzyczna Trójki, Ludzie i krajobrazy, Między snem a dniem, Muzykobranie, Nocna Polska, Piosenka nie tylko francuska, Piosenka to mały teatr, Pół na pół, Pół perfekcyjnej płyty oraz Trójka pod Księżycem. Od 1983 roku, z kilkuletnią przerwą, tworzyła Pod dachami Paryża – audycję poświęconą piosence francuskiej. Lektorką tej audycji, nadawanej w ostatnim czasie we wtorki w godzinach 22:05–23:00, była Krystyna Czubówna.
Barbara Podmiotko była członkinią Akademii Muzycznej Trójki. Zasiadała w Zarządzie Głównym Towarzystwa Przyjaźni Polsko-Francuskiej. Zasiadała także w jury Ogólnopolskiego Festiwalu Piosenki Francuskiej w Lubinie (organizowany w latach 1983–1989, 1991–2006) i we Wrocławiu (2008, Chantons à Wrocław), w jury Przeglądu Piosenki Aktorskiej we Wrocławiu oraz w jury Ogólnopolskiego Przeglądu Piosenki Autorskiej.
W październiku 2012 otrzymała francuskie odznaczenie Kawalera Orderu Sztuk i Literatury.
Zmarła 24 października 2014, po długiej chorobie. Została pochowana 30 października 2014 w grobie rodzinnym na cmentarzu parafialnym we Włochach.